# Bojan Bugarič
Bojan Bugarič, slovenski pravnik in politik, * 18. september 1965, Koper.
Med 14. decembrom 2000 in 31. majem 2004 je bil državni sekretar Republike Slovenije na Ministrstvu za notranje zadeve Republike Slovenije.